# Nocturne-Quadrille
Nocturne-Quadrille, op. 120, är en kadrilj av Johann Strauss den yngre. Den spelades första gången den 4 september 1852 i Wien.

## Historia
Kadriljen finns i två versioner. Skalden Joseph Christian von Zedlitz hade skrivit en ballad med titeln Die nächtliche Heerschau, vilken tonsattes av Anton Emil Titl (1809-1882). Detta fick Johann Strauss den yngre att komponera sin kadrilj. Till den kortare versionen lär Strauss ha bearbetat motiv från Titls musik. I beskrivningen av den längre versionen sägs det att han har anpassat sig till karaktären av Titls stycke men inte citerat något motiv från det. På så sätt är det två olika stycken som framförs under samma namn och samma opusnummer. Kadriljen framfördes första gången den 4 september 1852 i Volksgarten. 

## Om kadriljen
Speltiden är ca 4 minuter och 41 sekunder eller 6 minuter och 30 sekunder plus minus några sekunder beroende på dirigentens musikaliska tolkning.

## Weblänkar
- Dynastin Strauss 1852 med kommentarer om Nocturne-Quadrille.
- Nocturne-Quadrille i Naxos-utgåvan (kortare version).
- Nocturne-Quadrille i Naxos-utgåvan (längre version).